# Andreas Paulsson
Andreas Paulsson, född 11 mars 1976 i Upplands Väsby, är en svensk före detta professionell ishockeyspelare (forward) som är sportchef för Sollentuna HC i Hockeytvåan. Säsongen 2023/2024 deltog han även i A-lagets matcher i kvalet till Hockeyettan; laget vann sin grupp och spelar därmed åter i Hockeyettan säsongen 2024/2025.
Han är pappa till ishockeyspelaren Lukas Paulsson.

## Meriter (i urval)
- 2002/2003 - Flest poäng i Allsvenskan i ishockey (52)
- 2004/2005 - Flest poäng i Allsvenskan i ishockey (49)